# Schalbruch
Schalbruch ist eine Ortschaft der Gemeinde Selfkant im Kreis Heinsberg in Nordrhein-Westfalen.

## Geographie

### Lage
Schalbruch liegt im nördlichen Gebiet der Gemeinde Selfkant an der deutsch-niederländischen Grenze. Unmittelbar hinter der Grenze beginnt die niederländische Gemeinde Echt-Susteren. In unmittelbarer Nähe liegt das Naturschutzgebiet Hohbruch mit einer Größe von 32,20 ha.

### Gewässer
Bei Starkregen und bei Schneeschmelze fließt das Oberflächenwasser aus den Bereich Schalbruch über den Lohgraben in den Rodebach (GEWKZ 281822) und dann weiter in die Maas. Der Rodebach hat eine Länge von 28,918 km bei einem Gesamteinzugsgebiet von 173,385 km².

### Nachbarorte
| Heide (NL)  | Echt-Susteren (NL)                          | Echterbosch (NL) |
| Holtum (NL) | Kompassrose, die auf Nachbargemeinden zeigt | Aan Reijans (NL) |
| Isenbruch   | Havert                                      | Saeffelen        |

### Siedlungsform
Schalbruch ist ein mehrzeilig bebautes Straßendorf.

## Geschichte

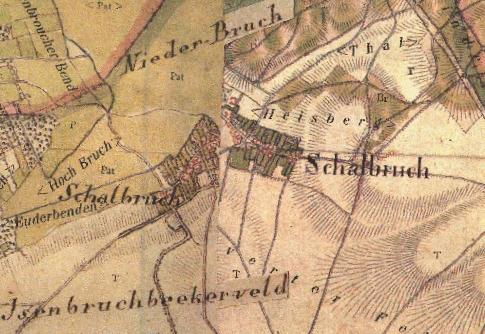
Schalbruch auf der Tranchotkarte 1803–1820

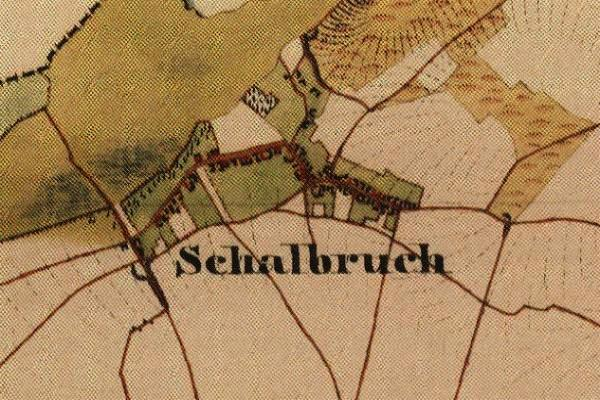
Schalbruch auf der Urkatasterkarte von 1846

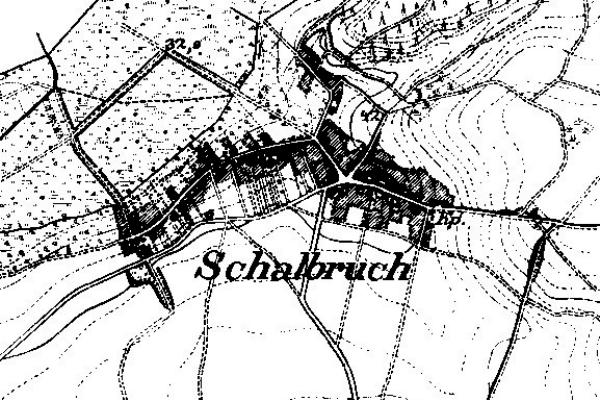
Schalbruch auf der Neuaufnahme von 1912

### Ortsname
- 1558 Schaltbroich
- 1595 Schaldtbroich
- 1662 Schaltbroch
- 1803 Schalbruch

### Ortsgeschichte
Schalbruch gehörte früher zum Jülicher Amt Millen. Später lagen in Schalbruch das Gericht und das Kirchspiel Havert sowie drei kleine Lehen der Mannkammer Millen. Der Name Schalbruch entstand vermutlich durch das Schälen der Baumrinden im Bruch, um sie zum Lohgerben zu verwenden. Der angrenzende Bruchwald war Grenzbereich der Herrschaften Valkenburg und Millen. Schalbruch hatte 1828 insgesamt 320 Einwohner und gehörte zur Gemeinde Havert und zum Amt Selfkant.
Vom 23. April 1949 bis zum 31. Juli 1963 stand der Selfkant und damit auch Schalbruch unter niederländischer Auftragsverwaltung. Am 1. August 1963 erfolgte nach Zahlung von 280 Millionen D-Mark die Rückführung.
Mit dem Gesetz zur Neugliederung von Gemeinden des Selfkantkreises Geilenkirchen-Heinsberg vom 24. Juni 1969 trat am 1. Juli 1969 folgende Gebietsänderung in Kraft.
§ 1 (1) Die Gemeinden Havert, Hillensberg, Höngen, Millen, Süsterseel, Tüddern, Wehr (Amt Selfkant) und die Gemeinde Saeffelen (Amt Waldfeucht) werden zu einer neuen amtsfreien Gemeinde zusammengeschlossen. Die Gemeinde erhält den Namen Selfkant.
§ 1 (2) Das Amt Selfkant wird aufgelöst. Rechtsnachfolgerin ist die Gemeinde Selfkant.

### Kirchengeschichte

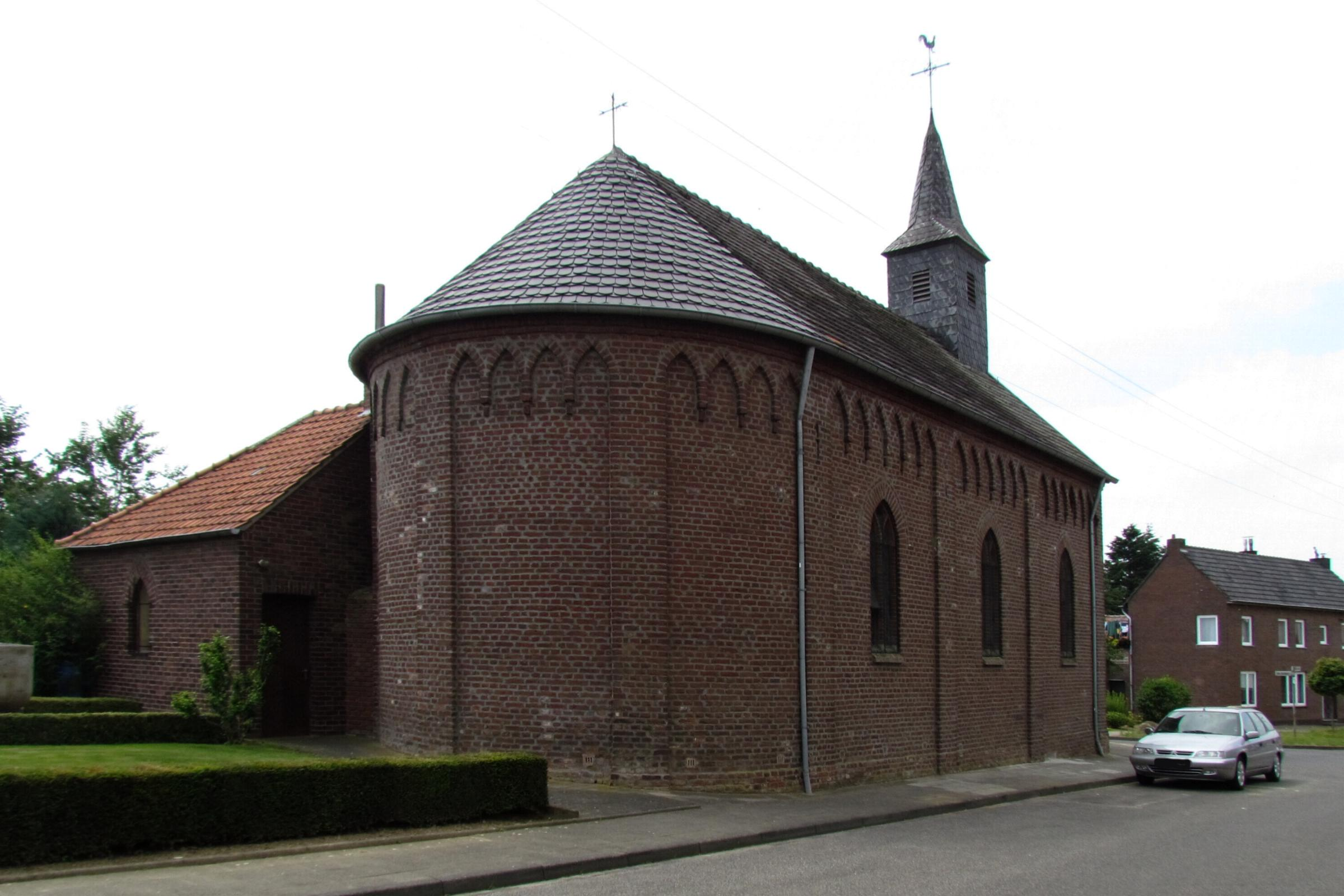
Barbarakapelle

Die Pfarre St. Gertrud Havert war mit Isenbruch, Lind, Schalbruch und Stein eine eigenständige Kirchengemeinde. Die Bevölkerung besteht zum größten Teil aus Katholiken.
In Schalbruch baute man 1861 die Barbarakapelle. Nach dem Zweiten Weltkrieg wurde wegen der Platznot in der Kapelle an anderer Stelle die St.-Peter-und-Paul-Kirche gebaut und am 1. Mai 1976 benediziert.
Im Zuge der Pfarrgemeindereformen im Bistum Aachen wurde die ehemals eigenständige katholische Pfarrgemeinde St. Gertrud in die Gemeinschaft der Gemeinden (GdG) St. Servatius Selfkant eingegliedert.

## Politik
Gemäß § 3 (1) der Hauptsatzung der Gemeinde Selfkant ist das Gemeindegebiet in Ortschaften eingeteilt. Schalbruch ist eine Ortschaft und wird nach § 3 (2) von einem Ortsvorsteher in der Gemeindevertretung vertreten. Ortsvorsteher der Ortschaft Schalbruch ist Frank Köhnen. (Stand 2013)

## Infrastruktur

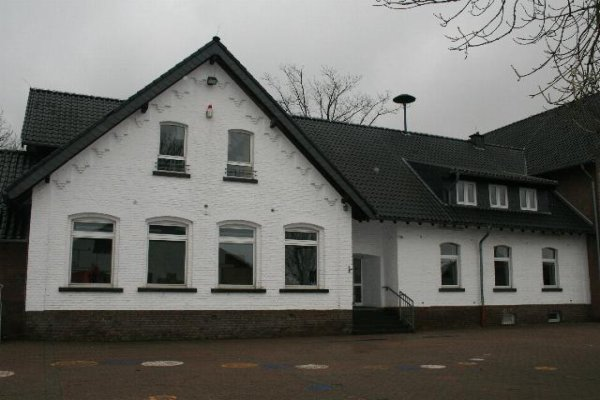
Schule an der Schulstraße

- Es existieren mehrere landwirtschaftliche Betriebe mit Tierhaltung, ein Pferdehof, ein Handel für Antiquitäten, für Getränke, ein Unternehmen für Tiefbau, für Dienstleistung und für Bauelemente ein Großhandel für Textilien, ein Service für Landwirtschaft, eine Apotheke, eine Zimmerei, ein Energieversorger ein Laden für Lebensmittel und mehrere Betriebe für Kleingewerbe.
- Ein Bürgerhaus steht für die Vereine und für Feierlichkeiten der Ortschaft Schalbruch zur Verfügung.
- Die Westzipfelschule, die katholische Grundschule Schalbruch hat ihren Standort an der Schulstraße.
- Der Kindergarten Sonnenstrahl hat an der Ahornstraße seinen Standort.
- Der Ort hat Anschluss an das Radverkehrsnetz NRW.
- Ein Rasensportplatz ist im Ort vorhanden.

## Sehenswürdigkeiten

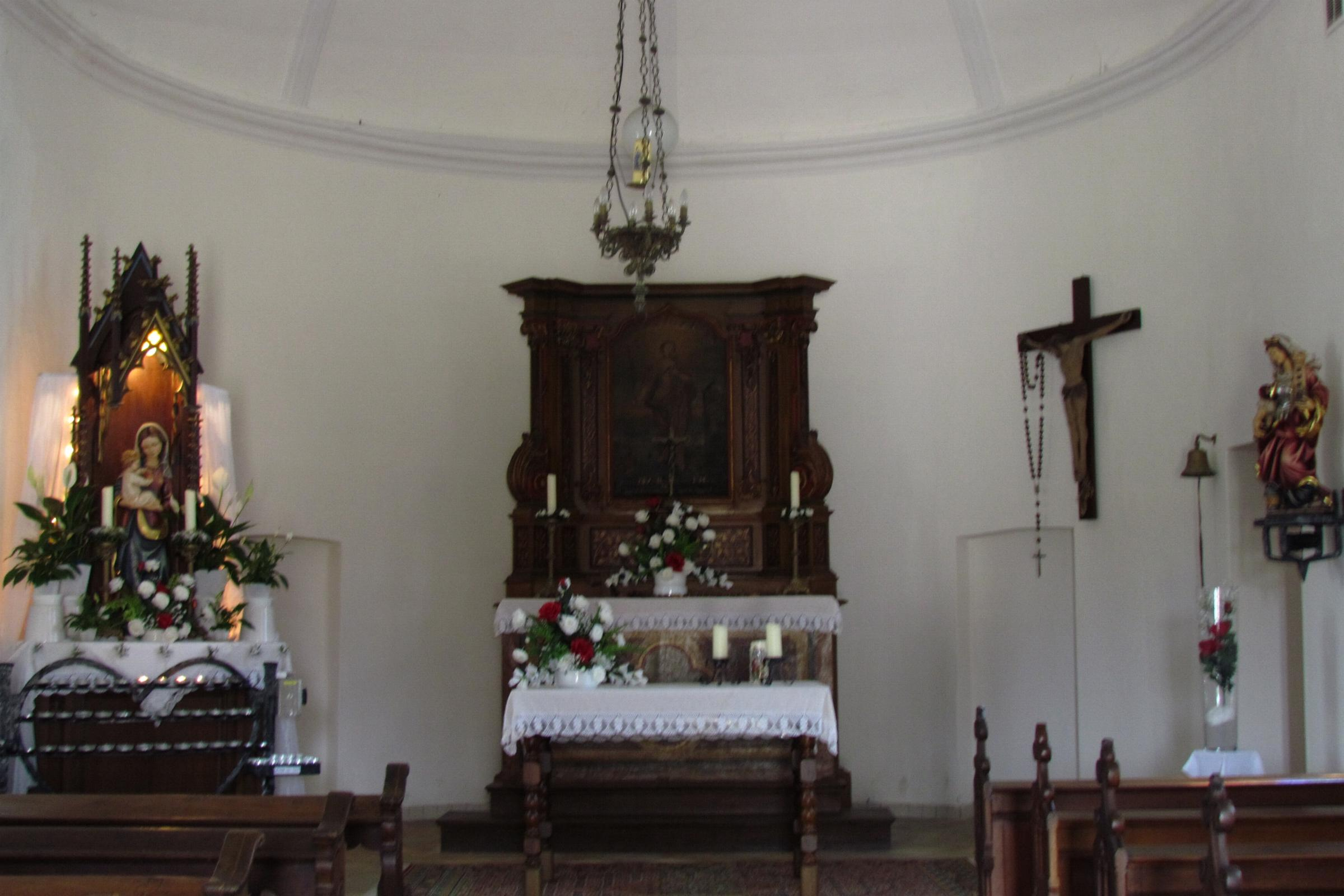
Innenansicht der Barbarakapelle

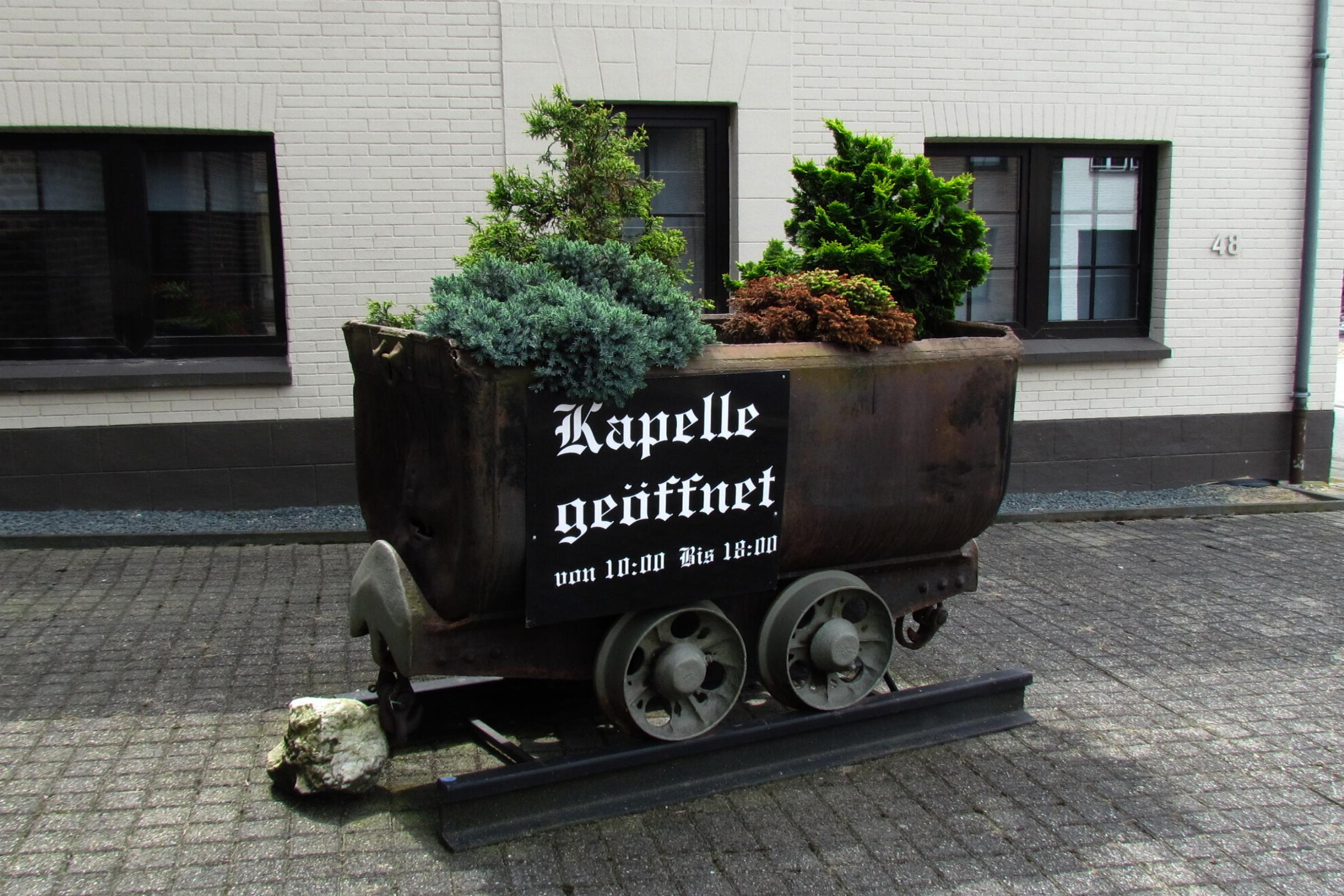
Bergwerkslore vor der Barbarakapelle

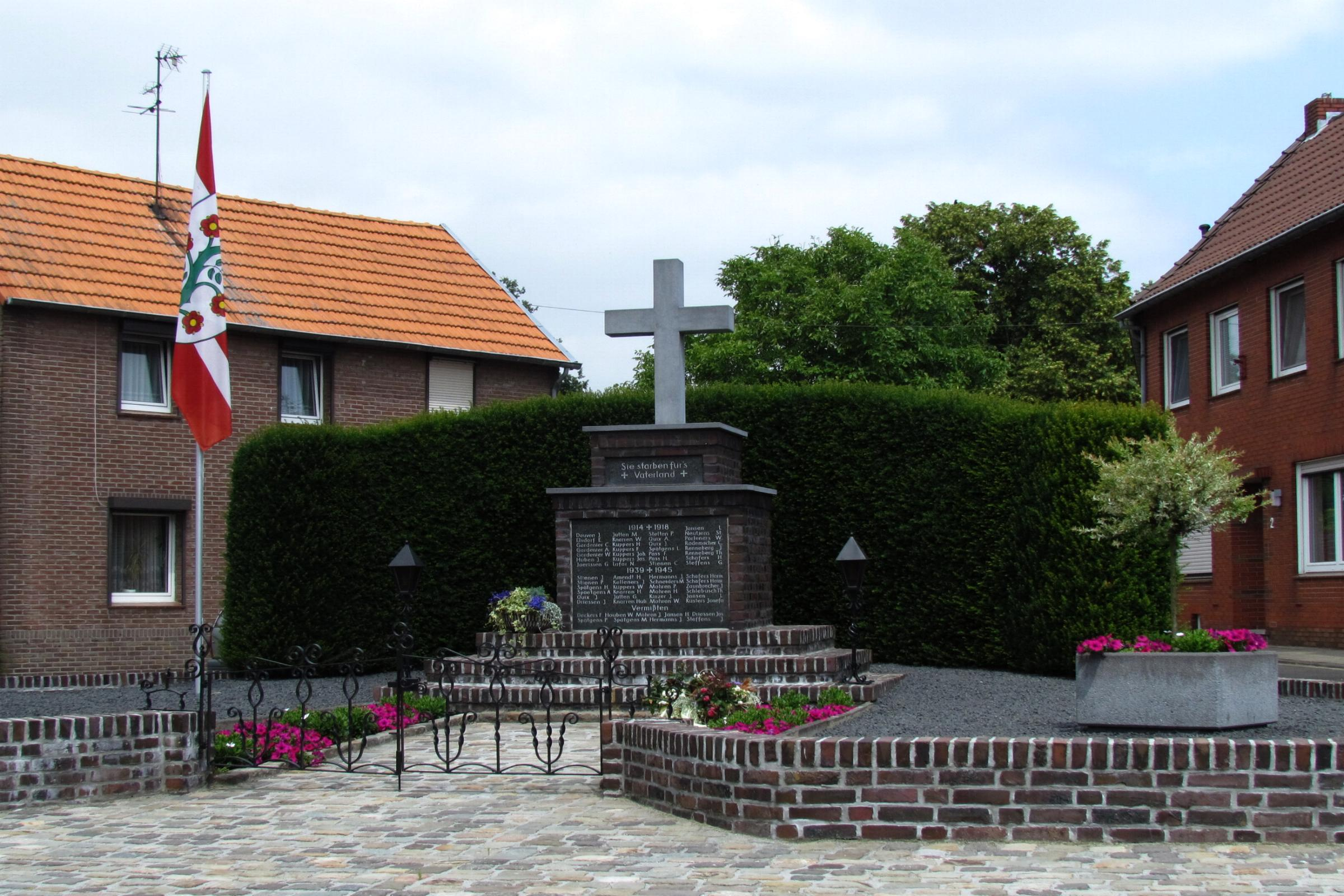
Kriegerdenkmal

- St. Barbarakapelle an der Hochstraße, als Denkmal Nr. 7
- Buntverglasung in der Barbarakapelle[9]
- Katholische Kirche St. Peter und Paul
- Ehrenmal für die gefallenen und vermissten Soldaten
- Die Westzipfelschule an der Schulstraße 2, als Denkmal Nr. 40

## Vereine
- Freiwillige Feuerwehr Selfkant, Löscheinheit Havert-Schalbruch
- St. Peter und Paul Schützenbruderschaft Schalbruch
- Trommler und Pfeiferkorps Schalbruch
- Musikverein St. Martinus Schalbruch
- Gesangverein St. Josef Schalbruch
- Frauengemeinschaft Schalbruch
- Kultur- und Förderverein Schalbruch
- Nikolausgruppe Schalbruch
- Sozialverband VdK Deutschland Selfkant betreut Schalbruch
- Fußball Club Victoria Schalbruch 1919 e. V.

## Regelmäßige Veranstaltungen
- Vogelschuss der Bruderschaft
- Patronatsfest und Kirmes in Schalbruch
- St. Martin-Umzug in Schalbruch
- Spiele & Turniere des FC Victoria Schalbruch

## Verkehr

### Autobahnanbindung
| BAB | Streckenabschnitt        | Anschlussstelle | Entfernung |
| --- | ------------------------ | --------------- | ---------- |
| A2  | Maastricht – Eindhoven   | AS Roosteren    | 10 km      |
| A46 | Heinsberg – Düsseldorf   | AS Heinsberg    | 22 km      |
| A44 | Aachen – Mönchengladbach | AS Aldenhoven   | 35 km      |

### Bahnanbindung
Ab Bahnhof Susteren (ca. 6 km Entfernung)
| Linie | Linienbezeichnung | Linienverlauf                |
| ----- | ----------------- | ---------------------------- |
| RB    | Sprinter          | Maastricht Randwyck–Roermond |

Ab Bahnhof Geilenkirchen (ca. 22 km Entfernung)
| Linie | Linienbezeichnung | Linienverlauf                              |
| ----- | ----------------- | ------------------------------------------ |
| RE 4  | Wupper-Express    | Aachen–Mönchengladbach–Düsseldorf–Dortmund |
| RB 33 | Rhein-Niers-Bahn  | Aachen–Mönchengladbach–Krefeld–Duisburg    |

### Busanbindung
Die AVV-Linien 436, 438 und 475 der WestVerkehr verbinden Schalbruch wochentags mit Havert, Tüddern und Heinsberg.
Zudem verkehrt der Multi-Bus seit dem 9. Juni 2024 kreisweit erweitert und zu einheitlichen Bedienzeiten. Mehr Informationen gibt es bei WestVerkehr.
| Linie | Linienverlauf |
| ----- | --- |
| 436   | Heinsberg Busbf – Selsten – (Hontem – (Waldfeucht –) Bocket –) Abzw. Nachbarheid – Breberen – Saeffelen – Heilder – Höngen (→ Stein → Havert → Schalbruch → Isenbruch → Millen → Tüddern)                                                                                                   |
| 438   | Saeffelen – Kleinwehrhagen – Großwehrhagen – Höngen – Stein – Havert – Millen-Bruch – Isenbruch – Schalbruch |
| 475   | (Oberbruch – Unterbruch) / Heinsberg Agentur für Arbeit – Heinsberg Busbf – Lieck –Kirchhoven – Vinn – Haaren – Obspringen – Brüggelchen – Waldfeucht – Bocket – Abzw. Nachbarheid – Breberen – Saeffelen – Heilder – Höngen – (Stein – Havert – Schalbruch – Isenbruch – Millen –) Tüddern |

## Straßennamen
Ahornstraße, Am Nordhang, Am Südhang, Buschweg, Gartenstraße, Ginsterweg, Haverter Weg, Hochstraße, Im Acker, Im Heidfeld, Im Steg, Reyweg, Schulstraße, Talweg, Tannenweg, Zu den Benden, Zur Landwehr